# Anopheles pseudotibiamaculatus
Anopheles pseudotibiamaculatus är en tvåvingeart som beskrevs av Galvao och Barretto 1941. Anopheles pseudotibiamaculatus ingår i släktet Anopheles och familjen stickmyggor. Inga underarter finns listade i Catalogue of Life.